# La desazón suprema
La desazón suprema: retrato incesante de Fernando Vallejo es una película documental colombiana de 2003 dirigida por Luis Ospina y basada en la vida y obra del autor colombiano Fernando Vallejo y su exilio en México. El documental retrata la producción literaria de Vallejo y sus diversos intereses, como la política, la ciencia, el cine y la música.
Obtuvo una gran cantidad de premios y reconocimientos a nivel nacional e internacional, de los que destacan una Mención en el Festival de Cine y Vídeo Latino de Toronto, el Premio de la Asociación de la Prensa de Cádiz, el Premio a Mejor Documental en el Festival de Cine Latino de Toulouse, el Premio al Mérito en Cine LASA en Brasil y el Premio Nacional de Medios Audiovisuales entregado por el Ministerio de Cultura de Colombia.